# IC 2805
IC 2805 је двојна звијезда у сазвјежђу Лав која се налази на листи објеката дубоког неба у Индекс каталогу.
Деклинација објекта је + 14° 0' 54" а ректасцензија 11h 24m 59,9s.